# Gong Qianyun
Dans ce nom chinois, le nom de famille, Gong, précède le nom personnel.
Gong Qianyun est une joueuse d'échecs chinoise née le 11 mars 1985 à Lechang. Elle est affiliée à la fédération singapourienne d'échecs depuis 2014.
Au 1er février 2019, elle est la numéro un parmi les joueuses singapouriennes (la numéro six, hommes et femmes réunis) et la 83e joueuse mondiale avec un classement Elo de 2 381 points.

## Biographie et carrière
Gong Qianyun finit quatrième du championnat de Chine féminin en 2001.
En 2005, elle joua au quatrième échiquier de l'équipe de Chine féminine qui participait au championnat du monde d'échecs par équipes mixtes (elle perdit ses trois parties). En 2006, elle remporta le championnat du monde universitaire à Lagos au Nigeria.
Elle a remporté le championnat de Singapour en 2012, puis de  2015 à 2025.
En 2014, Gong Qianyun participa à l'olympiade mixte de Tromsø au troisième échiquier de l'équipe de Singapour et marqua 6 points en dix parties.
Lors de l'Olympiade d'échecs de 2016, elle marqua 8 points sur 11. Elle est également au premier échiquier lors de l'Olympiade d'échecs de 2024.
Grand maître international féminin depuis 2018, elle a remporté la médaille d'argent au championnat d'Asie d'échecs de 2018, à égalité de points (7/9) avec la championne d'Asie indienne Padmini Rout.